# كهف أم جرسان
كهف أم جرسان في حرة خيبر شمال في منطقة المدينة المنورة، ويعد من أكبر الكهوف في الوطن العربي، حيث يبلغ طوله 1500م، ويحتوي بداخله على موجودات أثرية من جماجم بشرية وعظام لحيوانات مفترسة وكتابات يعود تاريخها لآلاف السنين. بلغ أقصى ارتفاع فيه 12 م وعرضه 45 م. كما له امتداد كبير وأكثر من فتحة بعضها نافذ لعمق يصل 25 م تقريبا.

## الاكتشافات الأثرية
أعلنت هيئة التراث السعودية في 28 يونيو 2021 توصل علماء آثار وأحافير من الهيئة بالتعاون مع هيئة المساحة الجيولوجية السعودية، وجامعة الملك سعود، ومعهد ماكس بلانك الألماني، إلى اكتشاف جديد في كهف أم جرسان، حيث عُثر بداخل الكهف على مخلفات من الآثار والأحافير التي كشفت تقنية الكربون المشع أن عمرها يربو عن 7000 سنة، إضافة إلى غنى الكهف بعشرات الآلاف من عظام الحيوانات ومنها حيوان الضبع المخطط، والخيل والحمير البرية المتوحشة والأليفة، والجمال متوحشها وأليفها، والوعل والماعز والبقر، وجمعيها بحالةٍ جيدة رغم مرور الزمن، وكذلك جماجم إنسان يرجح أنها قد نُبشت من قبور قريبة تعود لما قبل التاريخ.
تظهر الدراسات بأنها تعود إلى العصر الحجري الحديث، ويتراوح أقدمها ما بين 7 و 10 آلاف سنة من الآن، وتستمر حتى فترة العصر النحاسي والعصر البرونزي. حيث أثبتت الدراسات الأثرية بأن الكهف قد استخدمه بعض الرعاة، وكانت الآثار لمجموعة من البقايا الحيوانية، التي يعود أقدمها إلى 4100 سنة ق. م. إضافة إلى الجماجم البشرية التي يعود أقدمها إلى 6000 سنة ق. م. وبينت الدراسات بأن تلك الجماعات كان غذاؤها الأساسي هو اللحوم، ولاحقاً ظهر استخدامهم للنباتات، مما يشير بشكل كبير على ظهور الزراعة.
كما كشفت دراسة نشرتها مجلة بلوس ون في أبريل 2024م أن علماء الآثار عثروا في الموقع على آثار ودلائل مثل رقائق حجر السج وهي من شظايا الصخور البركانية الحادة المستخدمة في الأدوات وكذلك بقايا حيوانات وعظام بشرية تعود إلى نحو 7000 عام، وأن البشر الأوائل ربما قطنوا هذا الكهف البركاني بشكل متقطع خلال تلك السنين وقد يكون استخدامه كمحطة أثناء هجراتهم بين الواحات، كما أثبتت الدراسة أنهم أحضروا الحيوانات معهم إلى الموقع؛ حيث اكتشف الباحثون 16 لوحة فنية صخرية بالقرب من الموقع يُظهر بعضها أشخاصاً يرعون الماشية كالأغنام والماعز، ويصور بعضها مساعدة الكلاب لهم، ويصور بعضها الآخر صيد الغزلان أو الوعول، وقد ذكر ماثيو ستيوارت - عالم الحفريات بجامعة غريفيث في أستراليا وهو أحد مؤلفي الدراسة: «هذا في الواقع أول دليل واضح على وجود أشخاص يسكنون هذه الكهوف».